# 처벌

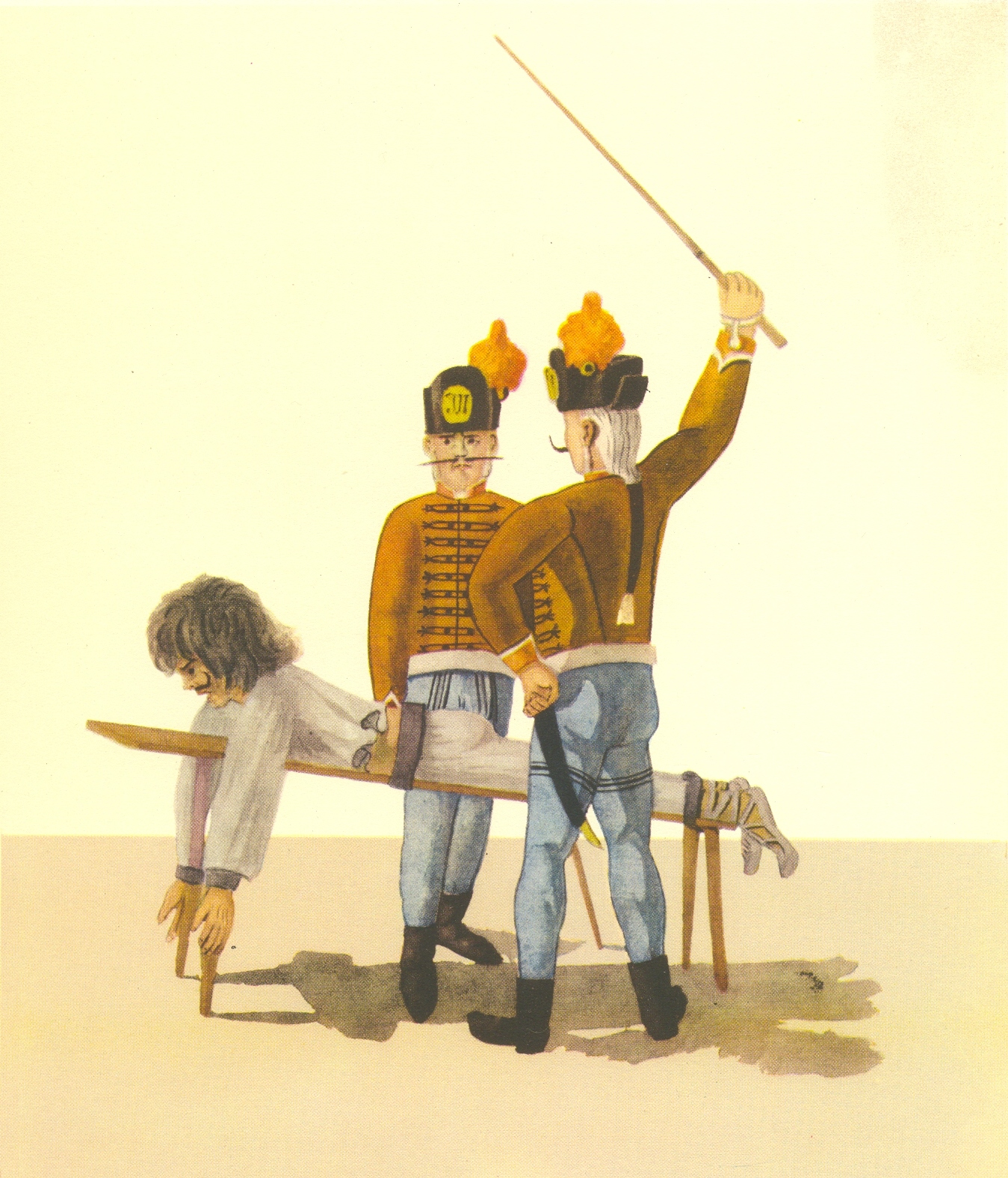

처벌(處罰)은 일반적인 의미로 벌을 주는 것이며, 법적 의미에서 국가 권력에 의한 형벌권의 발동을 의미한다.
일반적으로 처벌은 바람직하지 않은 것으로 간주되는 특정 행동이나 행동에 대한 대응 및 억제로서 아동 징계부터 형법에 이르기까지 당국이 규정하는 바람직하지 않거나 불쾌한 결과를 집단이나 개인에게 부과하는 것이다. 그러나 처벌이 무엇인지에 대한 다양한 이해를 구별하는 것이 가능하다.
처벌의 이유는 아동에게 자기 위험을 피하도록 조건을 부여하고, 사회적 순응을 강요하고(특히 의무 교육이나 군사 규율의 맥락에서), 규범을 방어하고, 미래의 피해로부터 보호하기 위한 것일 수 있다. 폭력 범죄), 그리고 사회 집단이 통치되는 법과 법치에 대한 존중을 유지하는 것이다. 처벌은 종교적 환경에서 자기 채찍질이나 육체에 대한 고행과 마찬가지로 자해될 수도 있지만, 대부분 사회적 강압의 한 형태이다.
불쾌한 부과에는 벌금, 형벌, 감금이 포함될 수도 있고, 즐겁거나 바람직한 것을 제거하거나 거부하는 것도 포함될 수 있다. 개인은 사람일 수도 있고 심지어 동물일 수도 있다. 권위는 집단일 수도 있고 개인일 수도 있으며, 처벌은 법체계에 따라 공식적으로 집행될 수도 있고, 가족 내 등 기타 사회적 환경에서 비공식적으로 집행될 수도 있다. 승인되지 않았거나 규칙을 위반하지 않고 시행되는 부정적이거나 불쾌한 부과는 여기에 정의된 처벌로 간주되지 않는다. 특히 투옥에 적용되는 범죄 처벌에 대한 연구와 실행을 형벌학, 또는 종종 현대 문헌에서는 교정이라고 한다. 이런 맥락에서 처벌 과정은 완곡하게 표현하면 '교정 과정'이라고 불린다. 처벌에 대한 연구에는 예방에 대한 유사한 연구가 포함되는 경우가 많다.
처벌의 정당성(justification)에는 보복, 억제, 재활, 무능력화 등이 포함된다. 마지막 조치에는 범죄자가 잠재적 피해자와 접촉하는 것을 방지하기 위한 격리 조치나 절도를 더욱 어렵게 하기 위해 손을 제거하는 조치가 포함될 수 있다.
처벌의 정의에 포함된 조건 중 일부만 존재하는 경우에는 '처벌' 이외의 표현이 더 정확하다고 볼 수 있다. 권한 없이 또는 규칙 위반을 근거로 사람이나 동물에게 부정적이거나 불쾌한 것을 가하는 것은 일반적으로 처벌보다는 복수 또는 악의로만 간주된다. 또한 복서가 싸움 중에 '처벌'을 경험할 때와 같이 '처벌'이라는 단어가 비유로 사용된다. 다른 상황에서는 규칙을 위반하면 보상을 받을 수 있으므로 그러한 보상을 받는 것은 당연히 처벌이 아니다. 마지막으로, 처벌로 간주되는 결과에 대해서는 규칙 위반(또는 위반) 조건이 충족되어야 한다.
처벌의 정도는 다양하며 견책, 특권이나 자유의 박탈, 벌금, 투옥, 배척, 고통, 절단, 사형 등의 제재가 포함될 수 있다. 체벌이란 범법자에게 신체적 고통을 가하기 위한 목적으로 내리는 형벌을 말한다. 형벌은 범죄에 대한 상호성 및 비례성의 정도에 따라 공정하거나 불공정한 것으로 판단될 수 있다. 처벌은 사회화의 필수적인 부분일 수 있으며 원치 않는 행동을 처벌하는 것은 종종 보상도 포함하는 교육학 또는 행동 수정 시스템의 일부이다.

## 같이 보기
- 처벌 (심리학)